# 울란바토르 지목구

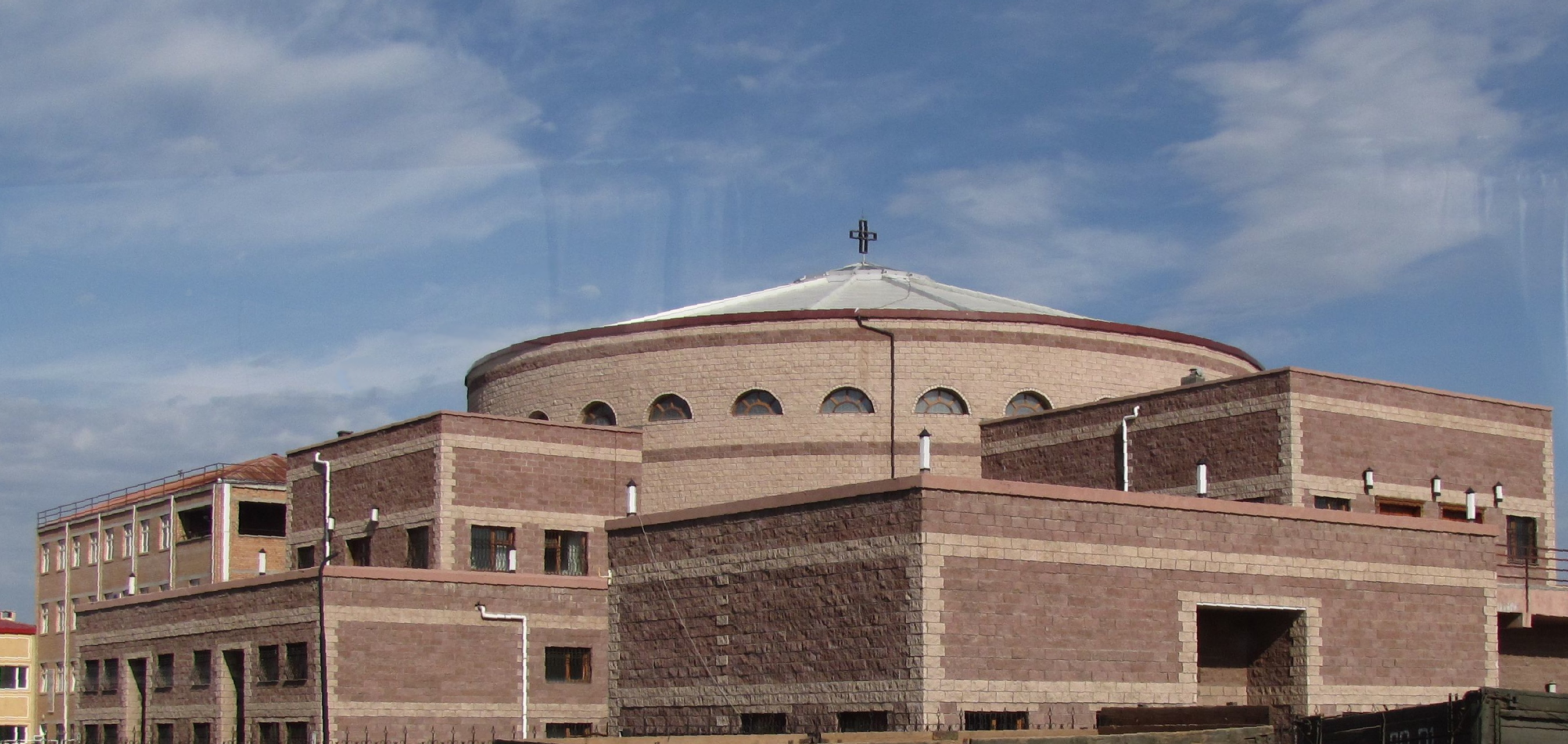

울란바토르 지목구(라틴어: Praefectura Apostolica Ulaanbaatarensis)는 몽골에 있는 로마 가톨릭교회 지목구이다.
울란바토르 지목구는 어떤 관구에도 속해 있지 않으며, 교황청 직속 관할이다. 울란바토르 지목구는 과거 소련 공산 정권의 영향 하에 있던 공산국가에 설정된 최초의 포교지다. 울란바토르 지목구의 책임자로는 몽골 개방 직후인 1992년부터 현지에서 선교 활동을 하고 있던 필리핀의 웬체슬라오 파딜랴 주교(미션허스트 선교수도회)가 임명됐다.

## 역사
- 1922년 3월 14일 중몽고 대목구(中蒙古代牧區)에서 외몽골 자치 전교구(外蒙古自治傳教區)가 분할, 설정되었다.
- 1924년 울란바토르 자치 전교구(庫倫自治傳教區)로 개칭되었다.
- 2002년 7월 8일 울란바토르 지목구(乌兰巴托宗座监牧区)로 승격되었다.

## 통계
2014년 기준으로 울란바토르 지목구에는 현재 신자 919명, 사제 17명, 수도자 61명(수사 18명, 수녀 43명), 신학생 2명, 본당 6곳이 있다.
2016년 8월 28일 울란바토르 지목구에서 첫 몽골인 사제가 서품되었다.

## 같이 보기
- 몽골의 로마 가톨릭교회